# Седма београдска гимназија
Седма београдска гимназија је гимназија која се налази на општини Звездара у насељу Миријево. Смештена је у објекту некадашње основне школе „Вукица Митровић“. 
Има 746 ученика распоређених 25 одељења друштвено-језичког и природно-математичког смера. Функцију директора гимназије врши професор географије Мирослав Маркићевић.

## Историјат
Седма гимназија основана је први пут школске године 1953/54. спајањем Шесте мушке и Треће женске гимназије. Већ 1958. спојена је са Деветом београдском гимназијом под новим називом — Шеста београдска гимназија. Други пут се оснива 1960. године, а престаје са радом школске 1986/87.У овом периоду школа се налазила на Карабурми, у наменски изграђеном објекту..
Трећи пут, на дан 25. априла 2002. године оснива се поново, али овај пут у Миријеву у просторијама бивше основне школе. У септембру месецу прима прву групу гимназијалаца, по четири одељења природног и друштвеног смера. Данас се у гимназији одвија кабинетска настава у две смене са око 750 ученика у 25 одељења.